# 阿曼护照
阿曼護照 (阿拉伯语：جواز السفر العماني) 是發行給阿曼公民的國際旅行證件，阿曼護照由阿曼皇家警察或海外阿曼大使館所簽發。
根据2025年1月8日发布的亨利护照指数，阿曼护照可免签证、落地签证或电子签证入境86个国家和地区，位居世界第59。
1. ↑  . Henley & Partners.   [2025-01-09] （英语）.